# Mosterhamn
Mosterhamn est un village de Norvège sur l’île de Moster, dans la municipalité de Bømlo, dans le district de Sunnhordland et dans le comté de Vestland.